# Leptomenes stenosoma
Leptomenes stenosoma är en stekelart som beskrevs av Giordani Soika. Leptomenes stenosoma ingår i släktet Leptomenes och familjen Eumenidae. Inga underarter finns listade i Catalogue of Life.